# CV-145
La CV-145 comunica Torreblanca con Villanueva de Alcolea.

## Nomenclatura
La CV-145 pertenece a la red de carreteras de la Diputación de Castellón. Su nombre viene de la CV (que indica que es una carretera secundaria de la Comunidad Valenciana) y el 145, es el número que recibe dicha carretera, según el orden de nomenclaturas de las carreteras de la Diputación de Castellón.

## Historia
Es una carretera poco explotada, tiene muchas curvas y escaso tráfico. Está en proyecto la construcción de la alternativa de la CV-145, la carretera CV-13, que pertenece a la Generalidad Valenciana y que paralelamente conectará Torreblanca con el futuro Aeropuerto de Castellón.

## Recorrido (Almazora - Grao de Castellón)
| Elemento | Nombre                                                      | Carretera que enlaza                                   |
| -------- | ----------------------------------------------------------- | ------------------------------------------------------ |
|          | Inicio de la carretera CV-183 en Almazora                   | CV-183                                                 |
|          | paso a distinto nivel                                       |                                                        |
|          | Grao de Castellón (sur) Castellón Grao de Castellón (norte) | N-225 CS-22 (sentido Castellón) CS-22 (sentido Puerto) |
|          | Fin de la carretera CV-183                                  | Enlace con N-225 o CS-22                               |

## Recorrido (Grao de Castellón - Almazora)
| Elemento | Nombre                                              | Carretera que enlaza                                                                        |
| -------- | --------------------------------------------------- | ------------------------------------------------------------------------------------------- |
|          | Inicio de la carretera CV-183 en la N-225           | CV-183                                                                                      |
|          | paso a distinto nivel                               |                                                                                             |
|          | Castellón Almazora (centro urbano) Burriana - Nules | CV-18 (sentido Castellón) Avenida de la Generalitat AAvenida del Grao CV-18 (sentido Nules) |
|          | Fin de la carretera CV-183                          | Enlace con CV-18                                                                            |